# 王家素
王家素（1944年5月—），男，重庆开县人，中国高温超导专家，高温超导磁悬浮列车的奠基人之一，西南交通大学教授，西南交通大学超导技术研究所首任所长。

## 生平
王家素是开县南门镇莲池村王家塆人，1967年毕业于重庆大学无线电系。1970年在国防科委十院16所从事超导技术应用研究，1988年调到西南交通大学。“九五”期间提前完成了国家863计划项目，成功设计并制造了世界第一辆载人“高温超导磁悬浮实验车”。实验车参加了2001年北京展览馆的“863”计划15周年成果展，获2001年四川省科学技术特等奖，并入选2001年度“中国高等学校十大科技进展”，王家素因此被誉为“中国高温超导磁悬浮列车之父”。
此后由于缺乏经费，高温超导磁悬浮项目接近停滞。2005年，实验车在首届成都科技节展出，其间王素玉提出可以建成一个更长的线路，既可供市民观光娱乐，又可以采集试验数据，但是即使是200-300米长的试验线成本也要上千万人民币。2010年，王家素教授退休。王家素教授退休后仍然在注意高温超导领域的发展，参与会议并撰写专著。
1970年以来主持完成了原国防科委、国家自然科学基金、国家863计划课题10余项。

## 家庭
王家素的妻子是同为超导领域专家的王素玉，也参与了高温超导磁悬浮实验车项目，也在西南交通大学任教授。

## 轶事
2000年前后的某日，为了节约经费，王家素亲自去医药公司仓库搬运购买的氮气瓶。医药公司的搬运工碰见王家素，误以为是西南交大的搬运工，看他干得很起劲就打听起了工资。王家素回答：“也就几百块钱。”
自2015年起，王家素与王素玉夫妇连续6年被爱思唯尔列入年度中国大陆高被引学者名单。